# Ветер (фильм, 1926)
«Ве́тер» (другие названия: «Оши́бка Васи́лия Гуля́вина», «Атама́нша Лёлька») — советский художественный фильм 1926 года, снятый режиссёрами Чеславом Сабинским и Львом Шеффером на Первой фабрике Госкино.
Экранизация одноимённой повести Бориса Лавренёва о Гражданской войне в России — о командире Красной Армии балтийском моряке Василии Гулявине и его любви к атаманше Лёльке. Фильм не сохранился.

## В ролях
- Николай Салтыков — Василий Гулявин
- Наталья Соколова — Аннушка
- Евгений Наделин — Михаил Строев
- Оксана Подлесная — атаманша Лелька
- Иван Бобров — начальник артиллерии
- Александр Антонов — матрос
- Александр Тимонтаев — матрос
- Владимир Уральский — матрос
- Сергей Антимонов — хозяин Аннушки
- Борис Шлихтинг — адъютант Лёльки (нет в титрах)

## Восприятие
Фильм вызвал в целом положительную реакцию. После выхода фильма, один неназванный критик писал, что это «...романтическая баллада с героями сильными и цельными, с сюжетом необычным и драматичным, прекрасная баллада, наполненная красочными подробностями героического времени». Советский кинокритик Владимир Недоброво отмечал, что «здесь всё— в причинной зависимости друг от друга и диалектическое  развёртывание интриги — наиболее верный способ передачи зрителю идеологии фильмы», а также что «перед зрителем предстала не настоящая „интрига измены“, а столкновение идей».
Фильм не имел особого успеха на первом экране, однако в течение длительного времени показывался на втором экране и имел там коммерческий успех.